# Яргара
Яргара́ (рум. Iargara) — город в Леовском районе Молдавии. В состав города входит село Мешены.

## История
Возник в 1902 году как железнодорожная станция на линии Бессарабка — Прут. Во времена МССР здесь работал совхоз-завод аграрно-промышленного объединения винсовхозов «Молдаввинпром»; элеватор.

## География
Железнодорожная станция на линии Бессарабская—Прут. Расположен в 25 км к юго-востоку от административного центра района, города Леова, на высоте 125 м над уровнем моря.

## Железнодорожная станция Яргара
В 1934 году, согласно официальному расписанию Румынских железных дорог, через станцию Яргара проходил регулярный пассажирский поезд № 849/850 на линии № 111 Бырлад – Бессарабка. Время в пути от Бырлада до Яргары составляло 4 часа 31 минуту, а от Яргары до Бессарабки — 3 часа 16 минут. Поезд № 849 прибывал в Яргару из Бырлада в 8:48 утра, а поезд № 850 отправлялся из Яргара в направлении Бессарабки в 8:59. Это подтверждает, что станция обслуживала регулярное пассажирское сообщение в межвоенный период и входила в состав государственной железнодорожной сети Румынии.

## Города-побратимы
- Мизил, Румыния